# Station Chełm
Station Chełm Główny is een spoorwegstation in de Poolse plaats Chełm.